# Павильон № 50 «Молочная промышленность» на ВДНХ
Павильон «Молочная промышленность» — 50-й павильон ВДНХ, построенный в 1954 году.

## История
Павильон был построен в 1954 году по проекту архитектора С. Н. Шугана, при участии инженеров Х. Х. Хана и А. С. Шигена. Здание в плане прямоугольное, двухэтажное, белого цвета (что, по замыслу, символизирует молочную промышленность). Изначально павильон носил название «Молочный завод». Существующее название получил в 1956 году.
Экспозиция павильона была посвящена переработке молока и изготовлению молочных продуктов — творога, сметаны, сгущённого молока, сыра и т. д. Демонстрировались приборы и оборудование, используемое на молочных фермах и молокозаводах. Выставлялась также литература соответствующей тематики, и проводились лекции и показы документальных фильмов. В 1990-е годы экспозиция была упразднена, павильон использовался в целях торговли. В настоящий момент в нём действует кафе.